# Jetrenka
Jetrenka (šumarica jetrenka; lat. Hepatica), biljni rod iz porodice žabnjakovki. Sastoji se od 9 vrsta trajnica iz Europe, Azije i Sjeverne Amerike.
U Hrvatskoj postoji jedna vrsta, modra jetrenka, H. nobilis .

## Vrste
1. Hepatica acutiloba DC.
2. Hepatica americana (DC.) Ker Gawl.
3. Hepatica asiatica Nakai
4. Hepatica falconeri (Thomson) Steward
5. Hepatica henryi (Oliv.) Steward
6. Hepatica insularis Nakai
7. Hepatica maxima (Nakai) Nakai
8. Hepatica nobilis Schreb.
9. Hepatica transsilvanica Fuss
10. Hepatica ×media Simonk.